# Flatiron Building
Il Fuller Building, meglio noto come Flatiron Building ("ferro da stiro"), è un grattacielo di New York.
Situato a Manhattan, fu eretto nel 1902 – su progetto in stile Beaux-Arts dell'architetto di Chicago Daniel Burnham – in un lotto triangolare compreso tra la 23a strada, la Quinta Strada e Broadway.

## Caratteristiche e storia
La punta dell'edificio è larga solamente 2 metri e si estende per 86,9 metri in altezza, suddivisi in ventidue piani. L'area circostante l'edificio prende da esso il nome di Flatiron District.
I newyorkesi furono subito attratti dall'edificio tanto da scommettere su quanto a lungo avrebbe resistito alle forti raffiche di vento che soffiavano in quel punto dell'isola. Il nome derivò invece dal fatto che la sua forma ricorda quella di un ferro da stiro (in inglese: flatiron, appunto).
Il grattacielo è talvolta erroneamente citato per essere stato il primo e il più alto di New York, benché all'epoca della sua costruzione tale primato storico appartenesse già al Park Row Building. 
Dal 2009, gran parte dell'edificio è di proprietà di uno dei fondi immobiliari di Sorgente Group SpA.